# Feria del Libro Infantil de Bolonia
La Feria del Libro Infantil de Bolonia o La fiera del libro per ragazzi es la feria profesional líder en libros para niños en el mundo. Se realiza anualmente en Bolonia, Italia.

## Historia
Desde 1963, se lleva a cabo anualmente durante cuatro días en marzo o abril en Bolonia, Italia. Es el lugar de encuentro de todos los profesionales involucrados en la creación y edición de literatura infantil, y se utiliza principalmente para la compra y venta de derechos, tanto para traducciones como para productos derivados como películas o series animadas. Reúne a 1400 expositores y 30 000 visitantes.
También es el evento donde se otorgan una serie de premios importantes, los premios BolognaRagazzi, en cuatro categorías: ficción, no ficción, nuevos horizontes (para el mundo no occidental) y Opera Prima (para primeras obras). Durante los días de la feria, pero aparte de ella, se anuncian algunos premios importantes, incluidos los premios semestrales Hans Christian Andersen y el premio Astrid Lindgren Memorial.
Desde 1967, la Exposición de Ilustradores dentro de la Feria del Libro Infantil de Bolonia presenta las obras de los ilustradores seleccionados por el jurado que consta de cinco expertos internacionales (dos editores y tres ilustradores o profesores de ilustración). Cada año, unos 3.000 ilustradores de más de setenta países envían cinco piezas con obras de arte originales.
Debido a la pandemia de COVID-19 en curso, la 57.a feria en 2020 se pospuso primero y luego se canceló. Para facilitar el objetivo principal de la feria, la venta internacional de derechos y otros acuerdos editoriales, los organizadores crearon una plataforma digital.
En 2021, la Feria se celebró en modalidad virtual aunque se había anunciado la edición presencial para el mes de abril. Retomó la presencialidad en la 59ª edición, celebrada entre el 21 y 24 de marzo de 2022. En ese año, lanzó la primera edición de la Estantería Increíble de los Premios BRAW, que consiste en la selección de cien títulos de los miles de ejemplares que recibe la Feria para la asignación de los Premios. 
La próxima edición de la Feria se celebrara del 13 al 16 de abril de 2026 en su sede habitual.

## Premios
Los organizadores de la Feria otorgan una serie de premios significativos para la industria editorial de la literatura infantil. Con su inauguración, la Feria anunció el Premio Torchio d'oro (Prensa de Oro) que se otorgó en 1964 y 1965. Este libro se enfocaba en el diseño, la estética y la gráfica del libro, características inéditas en un premio literario. En 1966 se le cambió el nombre a Premio Gráfico de la Feria de Bolonia, manteniendo el foco en los aspectos gráficos de los libros pero ahora con una mirada internacional.
Hasta el año 2025, la Feria otorga once premios distintos y también es sede para la entrega de otros premios internacionales como el ALMA o el Hans Christian Andersen.

### Premios BolognaRagazzi[17]
Los premios principales de la feria se conocen desde el año 1990 como Premios BolognaRagazzi. Desde el año 2000 suele comprender categorías fijas así como especiales.
- Ficción, fija desde 2002
- No Ficción, fija desde 2002
- New Horizons, fija desde 2001, orientada a reconocer las publicaciones de América Latina, Asia, África y los países árabes.
- Opera Prima, fija dede 2009, reconoce la primera publicación de una nueva persona autora o ilustradora
- Comics, fija desde 2020
- Toddlers, introducida en 2019 y fija desde 2024, enfocada en reconocer la cada vez más relevante producción editorial para el público de 0 a 3 años.

### BOP - Premio a la Mejor Editorial del Año
El Premio BOP se otorga anualmente desde el año 2013 en el marco de la Feria. Está organizado por la Feria y la Asociación de Editores Italianos, en colaboración con la Unión Internacional de Editores. Se otorga a editoriales de seis regiones del mundo, nominadas y votadas por sus pares. Reconoce la innovación, la excelencia y dedicación en el proyecto editorial.